# Eleonora Tscherning

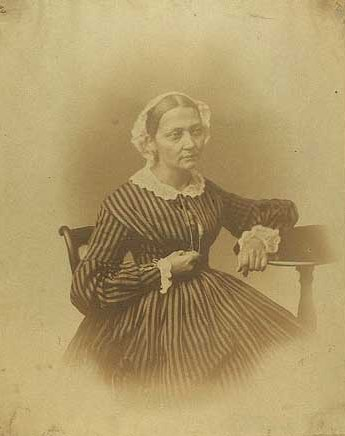
Eleonora Tscherning

Eleonora Christine Tscherning (* 4. Juli 1817 in Helsingør, Dänemark; † 3. Juli 1890  in Kopenhagen, Dänemark) war eine dänische Malerin und  Schriftstellerin.

## Leben und Werk

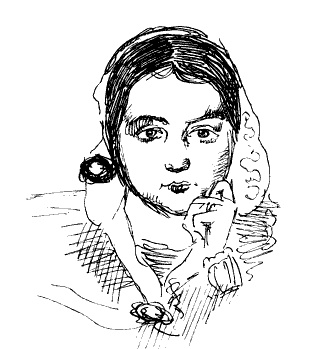
Eleonora Tscherning, gezeichnet von Johan Thomas Lundbye, 1841

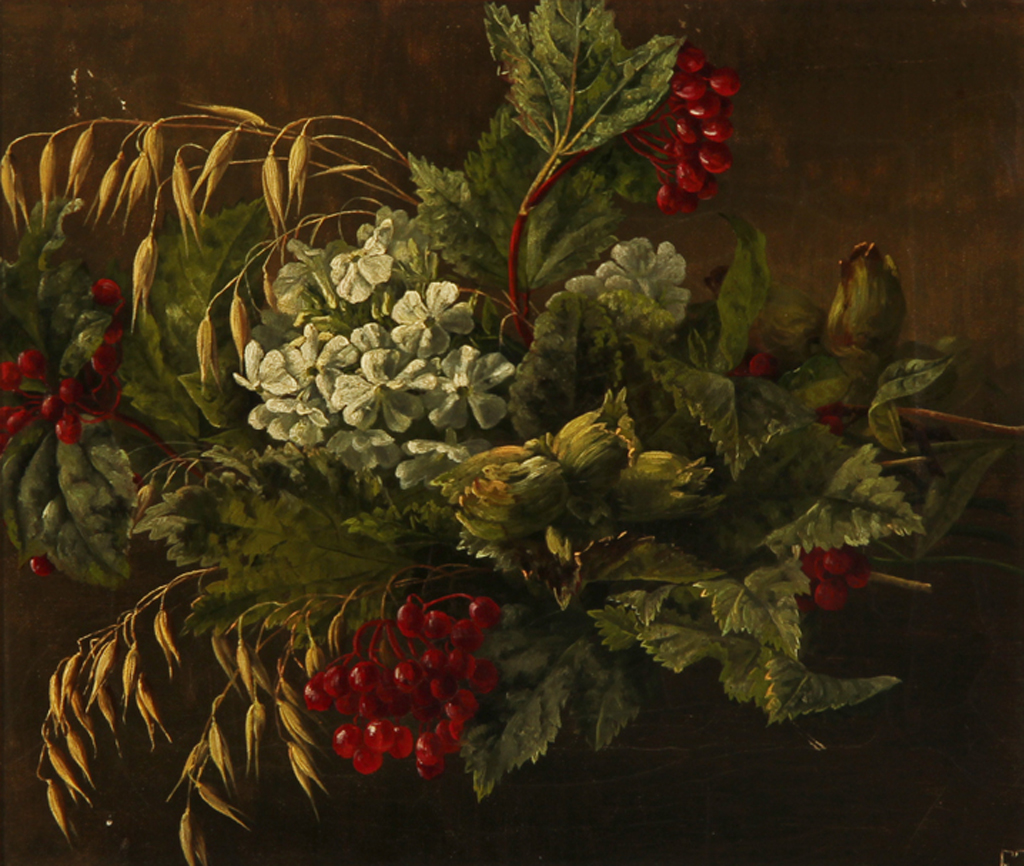
Gemälde eines Straußes mit Blumen, Beeren und Stroh von Eleonora Tscherning, Öl auf Leinwand, vor 1890

Tscherning war die uneheliche Tochter des Majors Adam Tobias Lützow und seiner Haushälterin Bodil (Bolette) Rasmussen. 1837 heiratete ihr Vater ihre Mutter und adoptierte sie im Zusammenhang mit seiner Ernennung zum Kommandanten des Artilleriekorps. Mit ihrer Familie zog sie nach Kopenhagen und besuchte dort zuerst eine Nähschule. Sie wurde dann in der Mal- und Zeichenschule unterrichtet, die von ihrer Cousine Christine Løvmand geleitet wurde. Anfangs malte sie Blumen, wechselte dann aber zur Landschaftsmalerei.
Sie wurde in den Kunstkreis der Generation des so genannten Goldenen Zeitalters der dänischen Malerei von P. C. Skovgaard, Johan Thomas Lundbye und Thorald Læssøe aufgenommen und debütierte anonym auf Charlottenborgs Frühlingsausstellung 1842 mit einem Landschafts- und Tiergemälde. Später stellt sie unter ihrem Namen in Charlottenborg bis 1849 Landschaftsbilder aus und war eine der ersten Malerinnen, die nicht mehr unter einem Pseudonym ausstellte. Als Autorin einer Reihe von populären Kurzgeschichten, die in den 1870er Jahren veröffentlicht wurden, schrieb sie weiterhin unter dem Namen E. Melas oder ET.
Sie heiratete 1845 den dänischen Offizier Anton Frederik Tscherning, mit dem sie fünf Kinder bekam. Ihr Ehemann wurde während des Dreijährigen Krieges von 1848 bis 1851 Kriegsminister und der spätere politische Wechsel des Ehepartners zum Leiter der Bauernfreunde brachte Veränderungen im Freundeskreis des Paares mit sich und führte zu einer gewissen Vereinsamung.
Von 1864 bis um 1884 bemalte sie Vasen in der Königlichen Terrakottafabrik P. Ipsens Enke, wo sie auch ihre Töchter und andere Schüler ausbildete. Zusammen mit ihren Töchtern unternahm sie 1869 Kunstreisen nach Frankreich und in die Schweiz und 1873 nach Italien.
Nach dem Tod ihres Mannes 1874 leitete sie zusammen mit ihrer Tochter Sara Ulrik einen Blumenmalkurs für junge Frauen in Østerbro. Ihre Tochter Anthonore Christensen wurde ebenfalls Blumenmalerinnen und ihr Sohn Eilert Tscherning wurde Chirurg.
Trscherning wollte keine gewöhnliche kirchliche Beerdigung.  Auf eigenen Wunsch wurde sie daher zunächst in Göteborg eingeäschert, bevor ihre Urne 1890 an derselben Grabstätte wie ihr Mann auf dem Garnisonfriedhof begraben wurde.
Eine Reihe privater Briefe, vor allem zwischen den Ehegatten, wurden 1908 posthum zusammen mit ihren Aufzeichnungen aus den Aufbruchsjahren der politischen Demokratie unter Af Eleonore Christine Tschernings efterladte papirer veröffentlicht. Die Texte sind wichtige historische Quellen zur Erläuterung wichtiger politischer und kultureller Umfelder.

## Gemälde (Auswahl)
- Wald bei Aastrup
- Roskilde Fjord
- Farne im Waldboden
- Landschaft von Tingsted
- Sommerlandschaft mit Brunnen
- Landschaft mit Sträuchern und Sträuchern[2]
- Zeichnungen, Den Kongelige Kobberstiksamling

## Veröffentlichungen (Auswahl)
- Eleonore Christine Hansen Lützow Tscherning: Af Eleonore Christine Tschernings efterladte papirer. Gyldendalske boghandel, Nordisk forlag, 1908. Nachdruck 2010, ISBN 978-1-141-14912-4.

Unter dem Pseudonym "E. Melas":
- 1871: Kildehuset
- 1871: Oluf fra Lien
- 1872: Lille Frederik
- 1872: Fisker Hanne
- 1873: De fattige og forladte
- 1874: Emmanuel